# Бергсхамра
Стадион «Бергсхамра» (швед. Bergshamra IP) — спортивное сооружение в Сольне, Швеция. Сооружение предназначено для проведения футбольных матчей в летний период, хоккейных — в зимний. Арену для домашних игр использует команда по хоккею с мячом АИК. Трибуны спортивного комплекса вмещают 2 000 зрителей.
Открыта арена в 1969 году.
Инфраструктура: искусственный лёд с 2008 года.

## Информация
Адрес: Сольна, Hjortstigen, 2D (Solna)